# Giovanni Andrea Scartazzini

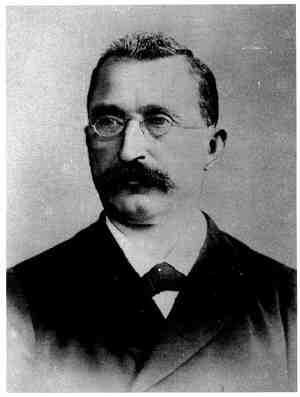
Giovanni Andrea Scartazzini

Giovanni Andrea Scartazzini (* 30. Dezember 1837 in Bondo; † 10. Februar 1901 in Fahrwangen) war ein Schweizer reformierter Geistlicher.

## Leben
Giovanni Andrea Scartazzini wurde am 30. Dezember 1837 in Bondo im Kanton Graubünden als Sohn des Notars Bartolomeo Scartazzini sowie dessen Frau Clara, geborene Picenoni, geboren. 1856 nahm ihn das Basler Missionshaus auf, wo er die Matura absolvierte. Von 1863 bis 1865 studierte Scartazzini Theologie an den Universitäten Basel und Bern. Am 11. Juli dieses Jahres erhielt er in Bern seine Ordination. Im gleichen Jahr übernahm er eine Pfarrvertretungsstelle in Twann, 1867 wurde er Pfarrer in Abländschen.
Zwei Jahre später wechselte Scartazzini nach Melchnau und ging 1871 nach Chur, um Lehrer für Italienisch an der Bündner Kantonsschule zu werden. 1874 wurde er Lehrer an einer Privatschule und Pfarrer-Stellvertreter in Walzenhausen, doch schon im folgenden Jahr ging er als Pfarrer nach Soglio GR. Erst am 3. Juli 1876 nahm ihn in Chur die evangelisch-rätische Synode auf. Dies war nämlich Voraussetzung, um im Freistaat der Drei Bünde ein Pfarramt zu übernehmen, andererseits jedoch war Scartazzini bereits ordiniert worden. Als seine Heimatgemeinde Bondo sich dem Waldenserbekenntnis anschloss, verliess Scartazzini das Bergell. Infolgedessen verliess er die Gemeinde 1884 und wechselte nach Fahrwangen/Meisterschwanden. Das Pfarramt übte er bis zu seinem Tode am 10. Februar 1901 im Alter von 63 Jahren aus.
Als Pfarrer und guter Kanzelredner nahm Scartazzini leidenschaftlich Anteil an theologischen, sozialen und politischen Problemen seiner Zeit. Einen besonderen Namen machte sich Scartazzini durch seine Forschungen über Dante. Er zählt zu den wichtigsten Dante-Forschern des 19. Jahrhunderts und seine Arbeiten diesbezüglich sind noch heute von Bedeutung. Auch besaß er eine grosse Dante-Bibliothek.

## Werke
- Streitblätter zum Frieden (Basel 1866)
- Giordano Bruno, ein Blutzeuge des Wissens. Vortrag, gehalten vor einem gemischten Auditorium in Biel (Biel 1867 – Digitalisat)
- Die theologisch-religiöse Krisis in der Bernischen Kirche. Ein Beitrag zur Kirchen- und Ketzergeschichte des XIX. Jahrhunderts (Biel 1867)
- Dante Alighieri, seine Zeit, sein Leben und seine Werke (Biel 1869 – Digitalisat)
- (Hrsg.) La Gerusalemme liberata di Torquato Tasso. Riveduta nel testo (...) per cura di G. A. Scartazzini (1. Aufl. Leipzig 1871 – Digitalisat; 2. Aufl. Leipzig 1882 – Digitalisat)
- (Hrsg.) La Divina Commedia di Dante Alighieri. Riveduta nel testo e commentata da G. A. Scartazzini. 4 Bände:
 Volume primo: L’Inferno (Leipzig 1874 – Digitalisat);
 Volume secondo: Il Purgatorio (Leipzig 1875 – Digitalisat, Digitalisat);
 Volume terzo: Il Paradiso (Leipzig 1882 – Digitalisat);
 [Volume quarto:] Prolegomeni della Divina Commedia. Introduzione allo studio di Dante Alighieri e delle sue opere (Leipzig 1890 – Digitalisat)
  - Teilausgabe: Concordanza della Divina Commedia. Estratta dalla seconda edizione del volume primo della Divina Commedia riveduta nel testo e commentata da G. A. Scartazzini (Leipzig 1901 – Digitalisat)
- Studien über Dante (Leipzig 1877)
- Stabioprozess (Zürich 1880)
- Dante in Germania: Storia letteraria e bibliografia dantesca alemanna. 2 Bände:
 Parte prima: Storia critica della letteratura dantesca alemanna dal secolo XIV sino ai nostri giorni (Milano 1881 – Digitalisat);
 Parte seconda: Bibliografia dantesca alfabetica e sistematica (Milano 1883 – Digitalisat, enthält beide Bände)
- Dante. 2 Bände: Parte prima: Vita di Dante (Milano 1883 – Digitalisat); Parte seconda: Opere di Dante (Milano 1883 – Digitalisat)
  - 2. Auflage unter dem Titel Dantologia. Vita ed opere di Dante Alighieri (Milano 1894 – Digitalisat)
  - 3. Auflage unter dem Titel Dantologia. Vita ed opere di Dante Alighieri (Milano 1906 – Digitalisat)
- (Hrsg.) Il canzoniere di Francesco Petrarca. Riveduto nel testo e commentato da G. A. Scartazzini (Leipzig 1883 – Digitalisat)
- Dante-Handbuch. Einführung in das Studium des Lebens und der Schriften Dante Alighieris (Leipzig 1892)
- (Hrsg.) La Divina Commedia di Dante Alighieri. Riveduta nel testo e commentata da G. A. Scartazzini. 4 Bände: Volume primo: Cantica prima: Inferno; Volume secondo: Cantica seconda: Purgatorio; Volume terzo: Cantica terza: Paradiso; Volume quarto: Rimario e indice dei nomi propri e delle cose notabili (Milano 1893 – Der Kommentar ist vollkommen unterschiedlich von der früheren Leipziger Ausgabe.) 
  - Ab der 2. Auflage erschien die Ausgabe in einem Band:
 Seconda edizione riveduta, corretta e notevolmente arricchita coll’aggiunta del rimario perfezionato del Dott. Luigi Polacco (Milano 1896 – Digitalisat)
  - Terza edizione nuovamente riveduta, corretta e arricchita col rimario perfezionato e indice dei nomi propri e delle cose notabili (Milano 1899 – Digitalisat)
  - Ab der 4. Auflage (Milano 1903) bearbeitet von Giuseppe Vandelli
- Dante (Berlin 1896)
- Enciclopedia Dantesca. Dizionario critico e ragionato di quanto concerne la vita e le opere di Dante Alighieri (Milano, Band 1: A–L, 1896 – Digitalisat; Band 2: M–Z, 1899 – Digitalisat; postume Ergänzung durch Band 3: Enciclopedia Dantesca, continuata dal prof. A. Flammazzo. Vocabolario-concordanza delle opere latine e italiane di Dante Alighieri. Preceduto dalla biografia di G. A. Scartazzini, 1905 – Digitalisat)